# Baghdati
Baghdati (em georgiano:  ბაღდათი) é uma pequena cidade da Geórgia, em Imerícia no oeste do país, como pouco mais de 3.707 habitantes (2014).

## Geografia
A cidade está localizada próxima da reserva florestal de Ajameti, na margem esquerda do rio Canistscali, um afluente do rio Rioni, a cerca de 170 quilômetros da capital do país, Tiblíssi e 25 quilômetros de Cutáissi.

## História
Baghdati é uma das mais antigas cidades na região histórica de Imerícia, formada hoje pelo mkhare do mesmo nome. Seu nome compartilha a mesma origem do nome da capital do Iraque, Bagdá: هدیه Bag "deus" e خدا dāti "dado", que pode ser traduzido como "dado por Deus" ou "presente de Deus" em persa antigo. Quando a Geórgia era parte do Império russo e, durante a República Socialista Soviética da Geórgia, seu nome foi alterado para Baghdadi (em russo:  Багдади), e em 1940 foi renomeada como Maiakóvski (em georgiano:  მაიაკოვსკი; em russo:  Маяковский), em homenagem ao poeta Vladimir Maiakovski , que ali nasceu em 1893. Em 1991, após o colapso da URSS e a independência da Geórgia, houve a restauração do nome original.